# Aleksandr Małyszkin
Aleksandr Gieorgijewicz Małyszkin (ros. Алекса́ндр Гео́ргиевич Малы́шкин, ur. 9 marca?/21 marca 1892 we wsi Bogorodskoje w guberni penzeńskiej, zm. 3 sierpnia 1938 w Moskwie) – rosyjski pisarz.
W 1910 ukończył ze srebrnym medalem gimnazjum, a w 1916 Wydział Filologiczny Uniwersytetu Piotrogrodzkiego, w latach 1918–1920 uczestniczył w wojnie domowej. W latach 1914–1915 pisał swoje pierwsze opowiadania. Stał się znany dzięki wydaniu w 1923 powieści Padienije Dajra na temat rewolucji. W drugiej połowie lat 20. związany był przez pewien czas z grupą literacką „Przełom”. W 1931 wydał powieść Sewastopol o duchowych rozterkach młodego człowieka wywodzącego się z warstw demokratycznej inteligencji, który wstąpił do rewolucyjnego pułku. W latach 1937–1938 napisał swoje główne dzieło – powieść Ludzie z głuchej prowincji (wyd. pol. 1950).